# 山西大学堂旧址
37°51′44″N 112°34′17″E / 37.86222°N 112.57139°E
山西大学堂旧址，位于山西省太原市迎泽区侯家巷6号，是原山西大学堂所在地，现为太原师范学院使用。目前為太原师范学院附属中学的教學樓。

## 建築特色
山西大學堂旧址规模宏大、布局整齐，建筑风格为中西结合，既有歐式風格的圆拱形窗、方形窗，也有中式風格的女兒牆，是近代中西文化合璧的实物例证。
大学堂是坐北朝南的，並且以大厅为中心、东西对称，五層樓高，樓頂是四面钟楼，东西两侧为二层楼建筑。教学大楼和钟楼与避雷针形成“山”字，钟楼与大楼楼体形成“西”字，意指“山西”。

## 保護
1996年被列为山西省文物保护单位，2013年被列为第七批全国重点文物保护单位。